# Brandstorp
Brandstorp is een plaats in de gemeente Habo in het landschap Västergötland en de provincie Jönköpings län in Zweden. De plaats heeft 112 inwoners (2005) en een oppervlakte van 34 hectare.